# Chamoux-sur-Gelon
Chamoux-sur-Gelon – miejscowość i gmina we Francji, w regionie Owernia-Rodan-Alpy, w departamencie Sabaudia.
Według danych na rok 1990 gminę zamieszkiwało 639 osób, a gęstość zaludnienia wynosiła 60 osób/km² (wśród 2880 gmin regionu Rodan-Alpy Chamoux-sur-Gelon plasuje się na 1030. miejscu pod względem liczby ludności, natomiast pod względem powierzchni na miejscu 1071.).